# Feux d'artifice artisanaux mexicains
Les feux d'artifice artisanaux mexicains sont principalement concentrés dans l'État de Mexico, au centre du Mexique. Tultepec, au nord de Mexico, est la capitale auto-proclamée des feux d'artifice du Mexique.
Bien que l'ingrédient principal des feux d'artifice, la poudre à canon, soit apporté par les conquistadors au XVIe siècle, les feux d'artifice deviennent populaires au Mexique au XIXe siècle. Aujourd'hui, c'est le deuxième producteur en importance d'Amérique latine, presque entièrement à usage domestique, avec des produits allant des petits pétards aux gros obus et cadres pyrotechniques appelés « castillos » (châteaux) et « toritos » (petits taureaux). L’industrie est artisanale et la production est concentrée dans des ateliers appartenant à des familles et de petites usines, dont certaines opèrent illégalement. La production et la vente de pièces pyrotechniques, relativement informelles, rendent ce lieu dangereux avec un certain nombre d'accidents notables de la fin des années 1990 à nos jours, malgré les tentatives de réglementation en matière de sécurité.

## Histoire

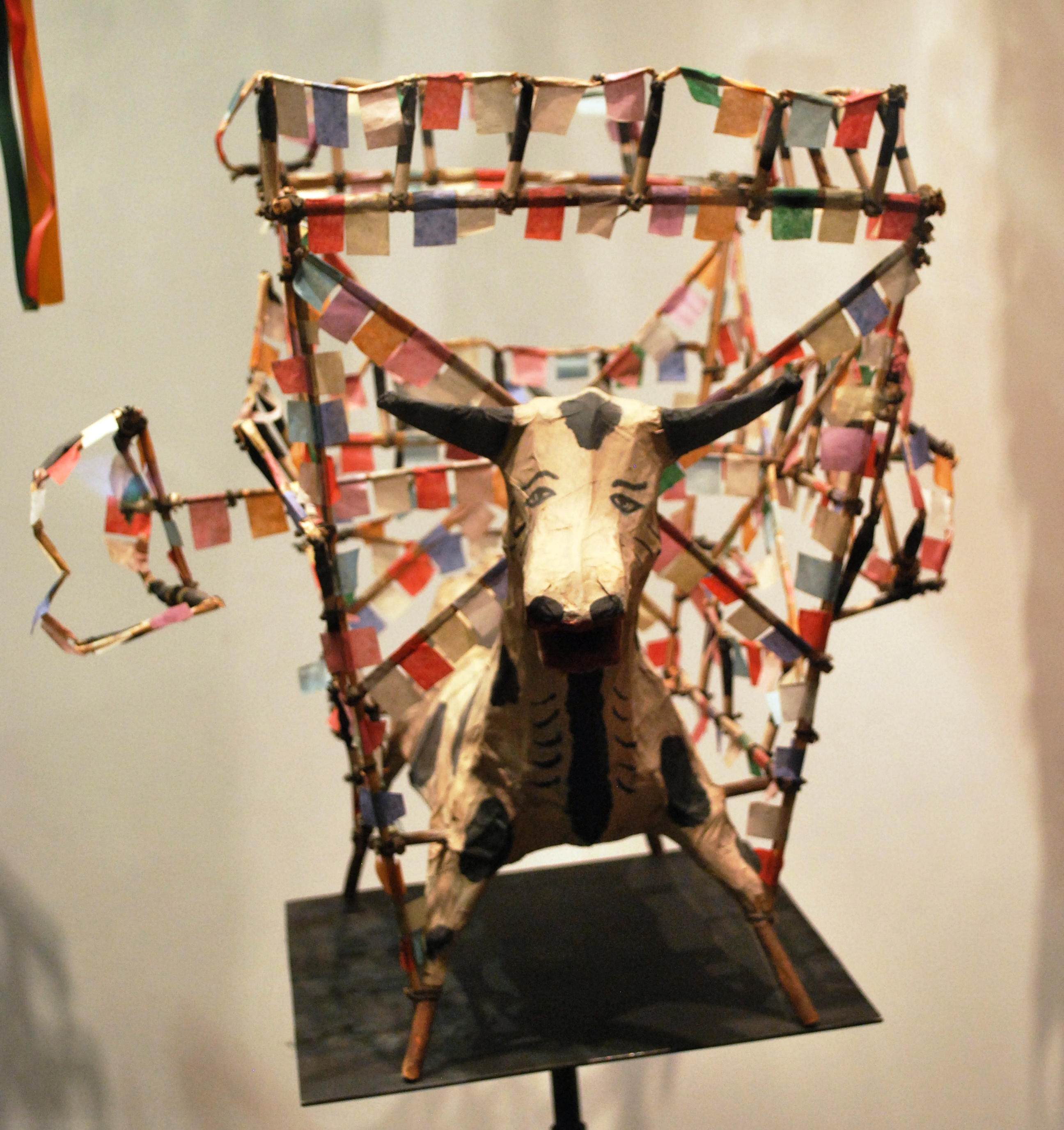
Un torito ou cadre de taureau pour feux d'artifice exposé au Museo de Arte Popular (musée d'art populaire) à Mexico.

Bien que les cultures préhispaniques sachent manipuler le feu à des fins cérémoniales, la popularité des feux d'artifice arrive au Mexique à la fin du XIXe siècle,. Les feux d’artifice sont inventés par les Chinois et à des fins cérémonielles et religieuses, leur principale utilisation au Mexique.
La production et l'utilisation de feux d'artifice parviennent au Mexique via l'Europe. L'ingrédient principal, la poudre à canon, vient avec les conquistadors mais à des fins militaires. Tultepec est le premier endroit où commence la fabrication de la poudre à canon. À l'époque coloniale, elle est distincte de Mexico et possède du salpêtre en abondance, à partir duquel les produits chimiques peuvent être extraits. La popularité des feux d'artifice commence au XIXe siècle, après l'indépendance du Mexique, La loi fédérale Armas, Municiones, Explosivas y Pirotecnia (armes, munitions, explosifs et pyrotechnie), relative à la fabrication, à la vente et à la manipulation de feux d’artifice, vise à réduire les risques liés à ce produit. Cette loi promulguée en 1963 est davantage destinée aux militaires. Les efforts récents pour mettre à jour la loi incluent la formation et d'autres mesures pour étendre le statut juridique aux fabricants en situation irrégulière. Les feux d'artifice sont une animation de base des fêtes religieuses mexicaines, en particulier celles des saints patrons. Les célébrations entourant l’indépendance du Mexique commencent toutefois par la reconstitution du cri du père Hidalgo contre les Espagnols à 23 h, le 15 septembre 1810. Les feux d’artifice sont allumés juste après la reconstitution.

## Fabrication

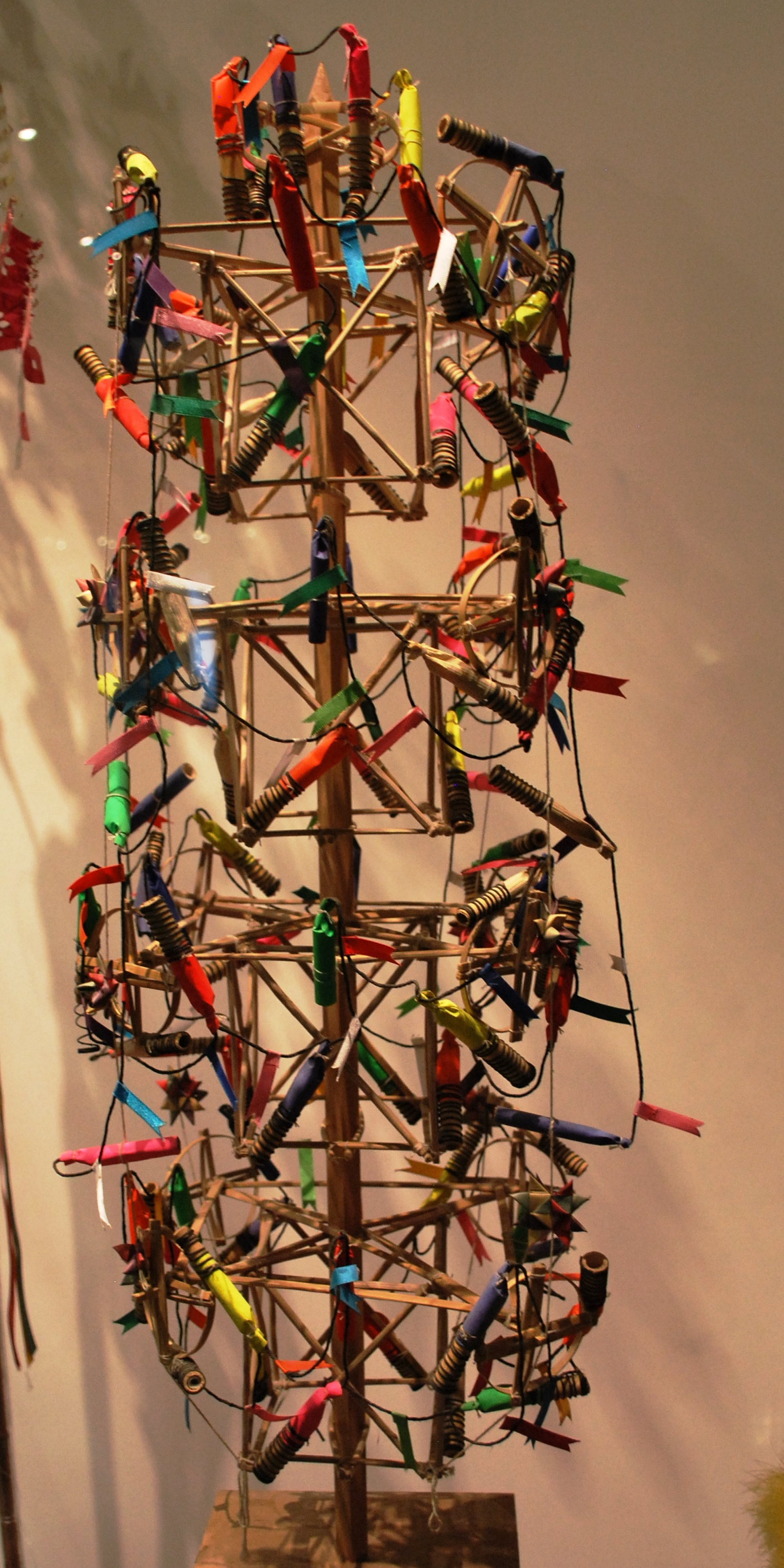
Un castillo exposé au Museo de Arte Popular (musée d'art populaire) à Mexico.

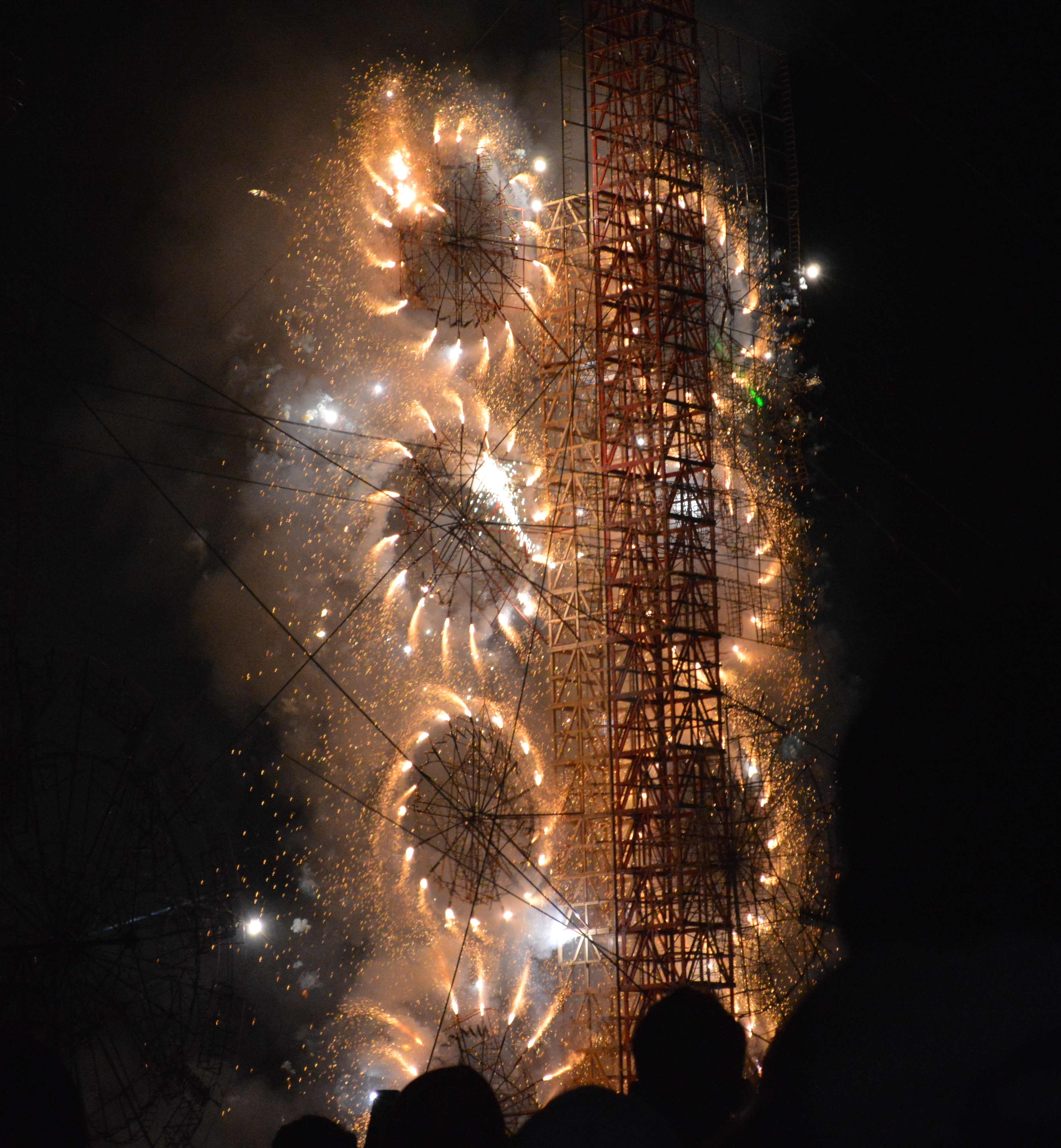
Portions de feux d'artifice de castillo lancés à la foire nationale des feux d'artifice à Tultepec.

En Amérique latine, le Mexique est le deuxième producteur d'art pyrotechnique après le Brésil. Au Mexique, plus de 50 000 familles fabriquent des feux d'artifice, dont beaucoup illégalement,, 40 000 le faisant dans 60 municipalités du seul État de Mexico. Beaucoup de ces artisans sont situés dans les municipalités d'Almoloya de Juárez, d'Axapusco, de Tianguistenco, de Tenancingo, de Tenango del Valle, d'Otumba, de Capulhuac, de Coyotepec, de Tecámac et de Texcoco, ainsi que de la communauté de San Mateo Otzacatipan (es),. Cependant, le plus gros producteur est la municipalité de Tultepec, située juste au nord de Mexico, qui représente 25% de l’ensemble des feux d’artifice produits au Mexique.
Il existe des entreprises pyrotechniques internationalement reconnues au Mexique. Lux Pirotecnia est situé à Zumpango, connu pour ses méthodes de fabrication rigoureuses et sa participation à des compétitions internationales en Europe et au Canada. Pirotecnia Reyes remporte la première place au Concours international de feux d'artifice de Hanovre en Allemagne, en 2011 avec un feu d'artifice et un spectacle musical d'une durée de 25 minutes. Cette entreprise est fondée par Manues Reyes Arias, lauréat du Premio Nacional de Ciencias y Artes (prix national des sciences et arts) en 1996.
La plupart des artisans sont formés par leurs aînés sans formation ni diplôme en chimie ou en ingénierie, bien que certains aient également une formation à l'étranger pour promouvoir les produits,. Les artisans achètent des ingrédients dans les magasins de produits chimiques locaux et sur les marchés locaux, qui sont ensuite mélangés à la main dans des ateliers familiaux et des petites usines. Tout est fabriqué à partir de zéro, avec des cartouches en ruban d'emballage et du papier brouillon achetés en vrac. Souvent, les feux d'artifice ne sont emballés que dans de vieux sacs de farine de maïs et de nourriture pour chiens. La plupart des artisans ne sont pas des employés officiels, mais travaillent plutôt dans l'entreprise familiale. Les formules utilisées par chaque atelier sont individuelles et gardées par les familles qui les possèdent. Les ateliers sont classés avec les meilleurs artisans recevant le titre de « maestro » (maître), capables de produire des produits élaborés tels que des castillos, bombas, toritos et des spectacles synchronisés de pyrotechnie, de lumières et de musique.
Les feux d'artifice mexicains comprennent un certain nombre d'objets explosifs tels que les « rocas » (roches, sortes de pétards puissants), les « vampiros » (vampires), les « patas de mula » (sabots de mules) et les « bombas » (grandes roquettes) tout comme des cadres pyrotechniques appelés « castillos » (châteaux), « toritos » (petits taureaux), « canastillas » (petits paniers) et « quema de judas »,. Les castillos sont généralement de grands cadres en bois recouverts de fusees éclairantes pouvant coûter entre 20 000 et 250 000 pesos mexicains (entre 937 et 11 720 euros en 2019) en fonction de la taille et de la complexité,. Ceux-ci sont le plus souvent faits pour honorer les saints protecteurs ou les héros patriotes du Mexique. Les toritos sont des montures plus petites en forme de taureau, conçues pour être portées par une personne lorsqu'elles sont allumées, pourchassant les passants dans la rue pendant les festivals. Une version du torito est conçue pour libérer des bonbons une fois lancés, ce qui a pour effet d’avoir des enfants qui courent vers lui au lieu de s’enfuir. Les Toritos coutent environ 800 pesos mexicains (37,5 euros en 2019) sur le marché.
Le produit le plus élaboré s'appelle un « piromusical » (pyro-musical), un ensemble de feux d'artifice synchronisés avec de la musique et parfois des lumières, avec un prix commercial moyen d'environ 10 000 pesos mexicains (469 euros en 2019) la minute, d'une durée d'environ quatorze minutes.

## Tultepec

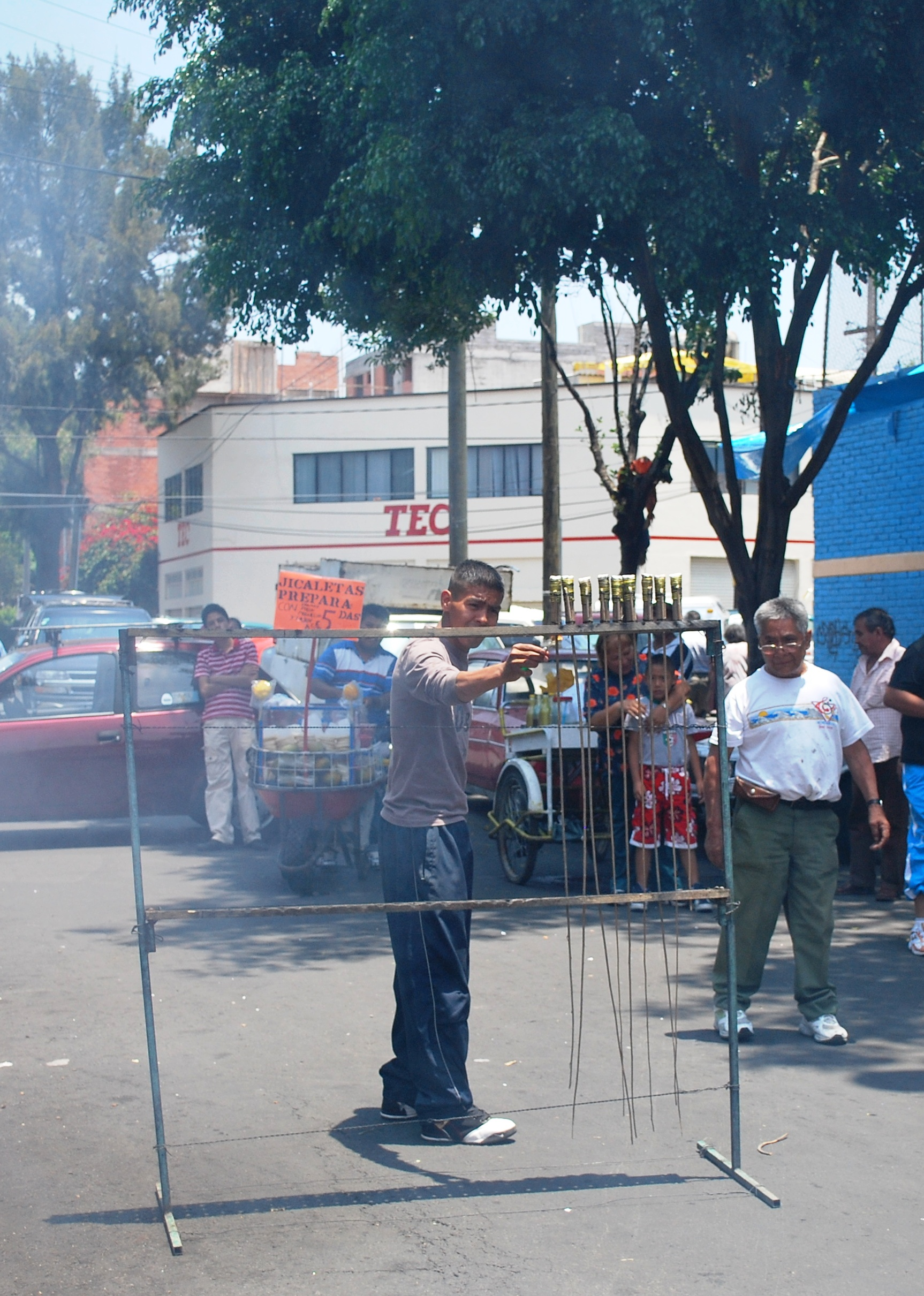
Déclenchememt de cohétones ou des fusées lors d’un festival religieux à la à Mexico.

La plupart des feux d'artifice au Mexique sont produits dans l'État de Mexico, en particulier la municipalité de Tultepec, située juste au nord de Mexico, qui s'est déclarée la « capitale pyrotechnique du Mexique »,. Cette région a une tradition de deux cent ans de fabrication de feux d'artifice avec environ 65% de la population de la municipalité impliquée directement ou indirectement dans la production de feux d'artifice,. À Tultepec, ils sont tous fabriqués à la main, y compris la décoration et l'emballage, la plupart du temps dans de petites usines ou ateliers produisant de tout, des petits pétards aux obus de douze pouces destinés aux spectacles professionnels,. Tultepec est également l'un des principaux fournisseurs d'ingrédients nécessaires à la fabrication de feux d'artifice.
La plupart des fabriques de la municipalité sont concentrés dans une zone appelée zone pyrotechnique de La Saucera, située à l'extérieur de la ville de Tultepec, près des communautés de Xahuento et de Lomas,. À l'origine, toute la production de feux d'artifice est dispersée autour de la municipalité, mais après l' explosion et l'incendie de feux d'artifice sur le marché de la Merced (es) à Mexico en 1988, les autorités décident de forcer les artisans à s'installer dans un secteur éloigné du secteur résidentiel. avec des précautions de sécurité telles que des entrepôts spéciaux pour les produits finis et le stockage de produits chimiques.
Le marché le plus important de feux d'artifice au Mexique de l'État du Mexique, le Mercado de San Pablito, est construit par l'État qui dépense neuf millions de pesos (421 950 euros en 2019) pour la construction de 300 stands,. Cependant, ce marché subit des explosions majeures en 2005 et 2006, réduisant la plupart des étals en ruine à ces deux occasions. Le marché est également affecté par des problèmes de réglementation concernant la capacité de stockage et de vente sur le marché, ainsi que le harcèlement des clients quittant le marché par la police. Cela conduit à une réduction de 50% du volume des ventes, les ventes se déplaçant vers d'autres points, souvent clandestins, dans la municipalité.
La Festival national de la pyrotechnie (Festival national de la pyrotechnie) a lieu chaque année au mois de mars à Tultepec, mettant en vedette un concours national de castillos. La plupart des gens qui assistent à l’événement vont au concours pyro-musical, qui attire environ 10 000 spectateurs. Il y a aussi des compétitions pour les toritos.

## Danger

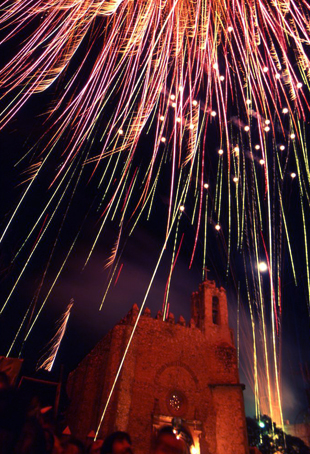
Feux d'artifice explosant sur l'église à, au Mexique.

L’industrie est dangereuse, principalement en raison de l’application insuffisante des lois et règlements de sécurité en vigueur et du manque de formation professionnelle. Une peinture murale de Tultepec montre des habitants de la ville avec des mains manquantes, des barils de poudre et des castillos. Dans l’État de Mexico, environ 500 artisans fabriquent des feux d’artifice de manière illégale, sans formation ni installations appropriées et sans l’autorisation des autorités. Selon l'Instituto Mexiquense de la Pirotecnia (institut mexicain de la pyrotechnie), la raison principale en est que leur fabrication se fait principalement dans les familles, plutôt que dans les usines. La plupart des accidents ont lieu à Tultepec, avec 46 explosions dans la municipalité rien qu'en 2002, avec un total de douze morts et des dizaines de blessés. En 2011, il y a quatorze explosions à La Saucera, dont aucune n'est fatale, et une dans un magasin clandestin qui fait quatre morts.
Il y a de nombreux accidents notables liés à la fabrication et à la vente de feux d'artifice au Mexique. En 1998, une explosion dans un atelier du quartier Barrio de San Agustín à Tultepec touche plus de cent maisons et tue dix voisins. En 1999, une explosion à Celaya fait 56 morts et 350 blessés. En 2003, une explosion se produit au marché Miguel Hidalgo de Veracruz. Elle débute dans un entrepôt clandestin de feux d'artifice, faisant 28 morts, 35 blessés et 52 disparus. En 2006, une explosion sur le marché de San Pablito est attribuée à un produit appelé « cerillo » (allumette), qui consiste en un bâtonnet coloré avec des produits chimiques aux deux extrémités, produisant des étincelles lors du grattage sur une surface. Cela conduit à une interdiction d'un an pour le produit afin que sa sécurité puisse être réévaluée. Le dernier accident majeur à Tultepec est en 2016 lors d' une importante explosion de feux d'artifice à San Pablito tuant au moins 32 personnes.

## Ventes
Au Mexique, les feux d'artifice, en particulier les grosses roquettes appelées « cohetones» (fusées), sont une animation de base des fêtes patronales. Les fêtes religieuses, même dans les plus petites villes, ont des feux d'artifice qui peuvent inclure des images du saint patron sur un cadre décrit dans des pièces pyrotechniques. Cela est particulièrement vrai pour les grands lieux de pèlerinage tels que celui de Notre-Dame de San Juan de los Lagos (en). Le jour le plus important des ventes de feux d'artifice est le jour de l'indépendance du Mexique. Lors de la célébration du Bicentenaire de l'indépendance du Mexique (es) sur le Zocalo ou la place principale de la ville de Mexico, plus de 2 400 obus composent le spectacle multimédia qui commence par une reconstitution de l’appel des troupes lancé par le père Miguel Hidalgo à 23 h le 15 septembre 1810.
Il existe trois marchés spécialisés dans les feux d'artifice, San Pablito à Tultepec, à Chimalhuacán et à Zumpango, San Pablito étant le plus important du pays,.
Les ventes nationales de pièces pyrotechniques varient entre 800 000 et 1 700 000 pesos mexicains (entre 37 509 et 79 707 euros en 2019) par an. Seules 13 entreprises mexicaines exportent, principalement parce que les autres ne respectent pas les normes en matière de feux d'artifice définies par les États-Unis, le principal marché international le plus proche,. Les feux d'artifice mexicains ont tendance à être plus puissants que ceux fabriqués en série en Chine, qui représentent la majeure partie des ventes légales aux États-Unis, ce qui tente de nombreux Américains d'essayer de les faire traverser la frontière pour les célébrations du 4 juillet.
La pyrotechnie mexicaine est principalement promue par l'Instituto Mexiquense de Pirotecnia de l'État de Mexico, qui parraine des événements tels que des expositions d'art sur le thème de la pyrotechnie et des spectacles de marionnettes sur la sécurité des feux d'artifice pour les enfants.